# 四眼單臂細鮃
四眼單臂細鮃為輻鰭魚綱鰈形目鰈亞目鮃科的其中一種，為熱帶海水魚，分布於東大西洋幾內亞灣至安哥拉海域，棲息深度100-700公尺，體長可達10公分，棲息在泥底質底層水域，生活習性不明，可做為食用魚。

## 扩展阅读
維基物種上的相關：四眼單臂細鮃